# Coustouge
Coustouge é uma comuna francesa na região administrativa de Occitânia, no departamento de Aude. Estende-se por uma área de 9,67 km². Em 2010 a comuna tinha 119 habitantes (densidade: 12,3 hab./km²).